# 黑利 (愛達荷州)
黑利（英語：Hailey）是一個位於美國愛達荷州布萊恩縣的城市。根據2010年美國人口普查，該地人口為7960人，而該地的面積約為9.26平方千米。同時該地也是布萊恩縣的縣治。

## 地理
黑利的座標為43°30′54″N 114°18′23″W / 43.51500°N 114.30639°W，而該地的平均海拔高度為1621米（即5318英尺）。